# Дейвис (окръг, Юта)
Вижте пояснителната страница за други населени места с името Дейвис.
Окръг Дейвис (на английски: Davis County) е окръг в щата Юта, Съединени американски щати. Площта му е 1641 km², а населението – 306 479 души (2010). Административен център е град Фармингтън.

## Градове
- Баунтифъл
- Западен Баунтифъл
- Северен Солт Лейк
- Сентървил
- Удс Крос
- Уест Пойнт
- Фрут Хайтс
- Южен Уебър